# Sainte-Alvère-Saint-Laurent Les Bâtons
Sainte-Alvère-Saint-Laurent Les Bâtons foi uma comuna francesa na região administrativa da Nova Aquitânia, no departamento da Dordonha. Estendia-se por uma área de 51.89 km². Em 2010 a comuna tinha 1 621 habitantes (densidade: 31,2 hab./km²).
Havia sido criada em 1 de janeiro de 2016, a partir da fusão das antigas comunas de Sainte-Alvère e Saint-Laurent-des-Bâtons. Em 1 de janeiro de 2017, foi incorporada à nova comuna de Val de Louyre et Caudeau.